# Tortriciforma viridipuncta
Tortriciforma viridipuncta is een vlinder uit de familie van de visstaartjes (Nolidae). De wetenschappelijke naam van de soort is voor het eerst geldig gepubliceerd in 1894 door George Francis Hampson.